# HMS Blackmore (L43)
Pour les autres navires du même nom, voir HMS Blackmore.
Le HMS Blackmore  (pennant number L43) est un destroyer d'escorte de classe Hunt de type II construit pour la Royal Navy pendant la Seconde Guerre mondiale.
Le navire est vendu à la Marine royale danoise et renommé HDMS Esbern Snare.

## Construction
Le Blackmore est commandé le 20 décembre 1939 dans le cadre du programme d'urgence de la guerre de 1939 pour le chantier naval de A. Stephen & Sons Ltd. de Glasgow en Ecosse sous le numéro J1479. La pose de la quille est effectuée le 10 février 1941, le Blackmore est lancé le 2 décembre 1941 et mis en service le 14 avril 1942.
Il est parrainé par une communauté civile de Langport dans le Somerset pendant la campagne nationale du Warship Week (semaine des navires de guerre) en mars 1942.
Les navires de classe Hunt sont censés répondre au besoin de la Royal Navy d'avoir un grand nombre de petits navires de type destroyer capables à la fois d'escorter des convois et d'opérer avec la flotte. Les Huntde type II se distinguent des navires précédents type I par une largeur (Maître-bau) accru afin d'améliorer la stabilité et de transporter l'armement initialement prévu pour ces navires.
Le Hunt type II mesure 80,54 m de longueur entre perpendiculaires et 85,34 m de longueur hors-tout. Le Maître-bau du navire mesure 9,60 m et le tirant d'eau est de 3,51 m. Le déplacement est de 1070 t standard et de 1510 t à pleine charge.
Deux chaudières Admiralty produisant de la vapeur à 2100 kPa et à 327 °C alimentent des turbines à vapeur à engrenages simples Parsons qui entraînent deux arbres d'hélices, générant 19 000 chevaux (14 000 kW) à 380 tr/min. Cela donné une vitesse de 27 nœuds (50 km/h) au navire. 281 t de carburant sont transportés, ce qui donne un rayon d'action nominale de 2 560 milles marins (4 740 km) (bien qu'en service, son rayon d'action tombe à 1 550 milles marins (2 870 km)).
L'armement principal du navire est de six canons de 4 pouces QF Mk XVI (102 mm) à double usage (anti-navire et anti-aérien) sur trois supports doubles, avec un support avant et deux arrière. Un armement antiaérien rapproché supplémentaire est fourni par une monture avec des canons quadruple de 2 livres "pom-pom" MK.VII et deux canons Oerlikon de 20 mm Mk. III montés dans les ailes du pont. Les montures jumelles motorisées d'Oerlikon sont remplacées par des Oerlikons simples au cours de la guerre. Jusqu'à 110 charges de profondeur pouvaient être transportées,. Le navire avait un effectif de 168 officiers et hommes,.

## Histoire

### Seconde guerre mondiale

#### Premières opérations
Le Blackmore commence ses essais en mer sous contrat en avril, et le destroyer rejoint la 2e Flottille de destroyers. Après avoir terminé les essais et travaillé pour le service opérationnel, le destroyer est nommé en mai pour l'escorte de convois militaires lors de leur passage à Freetown. Le 1er juin, le Blackmore rejoint le convoi WS19P, avec le cuirassé Nelson et le destroyer Derwent comme escorte océanique pendant le passage de l'Atlantique du convoi. Le 15 juin, le destroyer se détache du convoi WS19P à son arrivée à Freetown, où il est retenu pour des fonctions d'escorte locales.
Le 24 juin, le destroyer quitte Freetown avec le destroyer Brilliant pour rencontrer et escorter le convoi WS20 lors de son passage de l'Atlantique à partir de la Clyde. Le 26 juin, il rejoint le convoi WS20 en route vers Freetown. En juillet, le Blackmore est transféré dans l'océan Indien pour la défense du convoi, se détachant de convoi WS20 le 2 juillet avec les autres navires à son arrivée à Freetown. Le 6 juillet, le Blackmore rejoint le convoi WS20 en tant qu'escorte océanique, avec le cuirassé Malaya les destroyers Brilliant et Wivernlors du passage du convoi au Cap de Bonne-Espérance.
Le 17 juillet, le Blackmore se détache des fonctions d'escorte maritime avec la Malaisie et escorte le convoi au Cap. Le 19 juillet, le destroyer est déployé à Simonstown pour la défense de convois dans l'Atlantique Sud et l'océan Indien. Le destroyer est resté en service à Simonstown jusqu'en janvier 1943.
En février, le destroyer rejoint le convoi WS26 lors de son passage de Freetown au Cap. Le Blackmore rejoint ensuite comme escorte pour le convoi WS26 comme un soulagement pour le destroyer Quality. Le destroyer navigue jusqu'à Durban pour des tâches de défense de convois dans l'océan Indien. Le 1er mars, le destroyer rejoint le convoi WS26 de Durban comme escorte avec le dragueur de mines Carnatic et les destroyers Catterick et Relentless. Le 3 mars, le Blackmore se détache du convoi pour rejoindre un autre convoi DN21 en tant qu'escorte. Après son arrivée à Durban avec le convoi DN 21, le Blackmore prend le chemin de Simonstown pour effectuer un radoub. Le radoub du destroyer est terminé en mai, et après avoir terminé les essais post-radoub, le Blackmore reprend la route vers Freetown pour servir à la défense du convoi atlantique.
Le destroyer est ensuite déployé pour des fonctions d'escorte locale à Freetown, effectuant un passage à Gibraltar le 20 juin pour escorter le convoi WS31 jusqu'à Freetown. En juillet, le Blackmore est nommé pour être transféré en Méditerranée. Le destroyer arrive à Freetown avec le convoi WS31 le 4 juillet et rejoint le convoi militaire WS31. Le Blackmore escorte le convoi jusqu'au 15 juillet quand il revient à Freetown et prend la route vers la Méditerranée.

#### Méditerranée
En août, le Blackmore rejoint la 57e Division de la Flotte (57th Fleet Division] basée à Malte et est déployé pour la défense de convois dans le centre de la Méditerranée. En septembre, le destroyer rejoint une force opérationnelle navale pour escorter et soutenir l'invasion alliée de l'Italie pour l'Opération Avalanche. Le 8 septembre, le destroyer est déployé comme escorte du convoi militaire TSF1X lors du passage de Palerme à la tête de plage de Salerne. Après être libéré de l'invasion de l'Italie, le destroyer reprend ses fonctions de défense de convoi avec la Division. Entre novembre et décembre, le Blackmore rejoint la 60e Division de destroyers (60th Destroyer Division), également basée à Malte, mais déployé pour la défense de convois et les fonctions de soutien des opérations militaires dans la mer Adriatique.
De janvier à mai 1944, le Blackmore poursuit ses fonctions d'escorte de convoi. Le 16 janvier, Il effectue un bombardement sur Durazzo en Albanie avec le destroyer Ledbury. En juin, le Blackmore est transféré à la 5e flottille de destroyers, avec la Mediterranean Fleet (flotte méditerranéenne), prenant part à un engagement contre quatre schnellboote allemands dans l'Adriatique, avec le destroyer Eggesford. Un schnellboot est coulé, avec seulement dix survivants secourus. En juillet, le destroyer poursuit son déploiement avec la flottille, cette fois avec la nomination aux fonctions d'escorte et de patrouille des convois militaires lors des débarquements alliés dans le sud de la France dans le cadre de l'Opération Dragoon. Cette opération est menée sous le commandement général de l'US Navy (marine américaine).
En août, le Blackmore rejoint l'escorte du convoi SM2 de Naples, naviguant le 13 août. Après être libéré de l'opération, le destroyer reprend ses fonctions de flottille. En septembre, le Blackmore est rappelé au Royaume-Uni pour un radoub à Sheerness, avant d'être nommé au service de la Eastern Fleet (flotte de l'Est).

### Après guerre
Le Blackmore a ensuite été déployée à Singapour après sa libération de l'opération Zipper et est nommée pour un retour au Royaume-Uni où il doit être versé dans la réserve. Le destroyer a navigué de Trincomalee le 8 octobre 1945, et à son arrivée à Plymouth, le destroyer est désarmé à Devonport où il est immobilisé dans la flotte de réserve jusqu'en 1952.

#### Service danois
Pour les autres navires du même nom, voir HDMS Esbern Snare.

Après avoir été placé sur la liste des démolitions, le Blackmore est transféré en prêt au Danemark, le 18 juillet 1952.
Après le réaménagement, le destroyer est transféré en prêt au Danemark le 18 juillet 1952 et rejoint la Marine royale danoise en tant que frégate, rebaptisée Esbern Snare. Le navire est resté dans le service naval danois jusqu'en 1966, date à laquelle il est rayé de la liste active.

### Honneurs de bataille
- ATLANTIC 1943
- SOUTH FRANCE 1944
- SALERNO 1943
- ADRIATIC 1944

### Commandement
- Lieutenant (Lt.) Herbert Terrence Harrel (RN) du 3 mars 1942 au 15 décembre 1943
- Lieutenant (Lt.) Duncan Carson (RN) du 15 décembre 1943 au 6 août 1944
- Lieutenant (Lt.) John Simon Kerans (RN) du 6 août 1944 à début 1946